# Rappresentazione della nudità

La placca dei Pioneer.

La rappresentazione della nudità include l'insieme delle raffigurazioni visive del corpo nudo attraverso la storia, in tutte le discipline, comprese le arti e scienze. Il mostrarsi completamente, o anche solo parzialmente, nudi viene limitato in molte società, ma certe rappresentazioni della nudità possono servire a una funzione sociale riconosciuta.
L'abbigliamento serve anche come parte significativa della comunicazione interpersonale, e la mancanza di vestiti deve avere una contestualizzazione sociale: all'interno della civiltà occidentale i tre contesti in cui il rimanere spogliati è più facilmente riconoscibile ed accettato dalla maggioranza degli individui sono gli ambiti relativi all'arte, alla pornografia e all'informazione scientifica (medicina). Qualsiasi immagine di corpi nudi che non rientri facilmente in una di queste tre categorie può essere fraintesa, portando a controversie e dispute (vedi ad esempio il naturismo).

## Nudità nell'arte

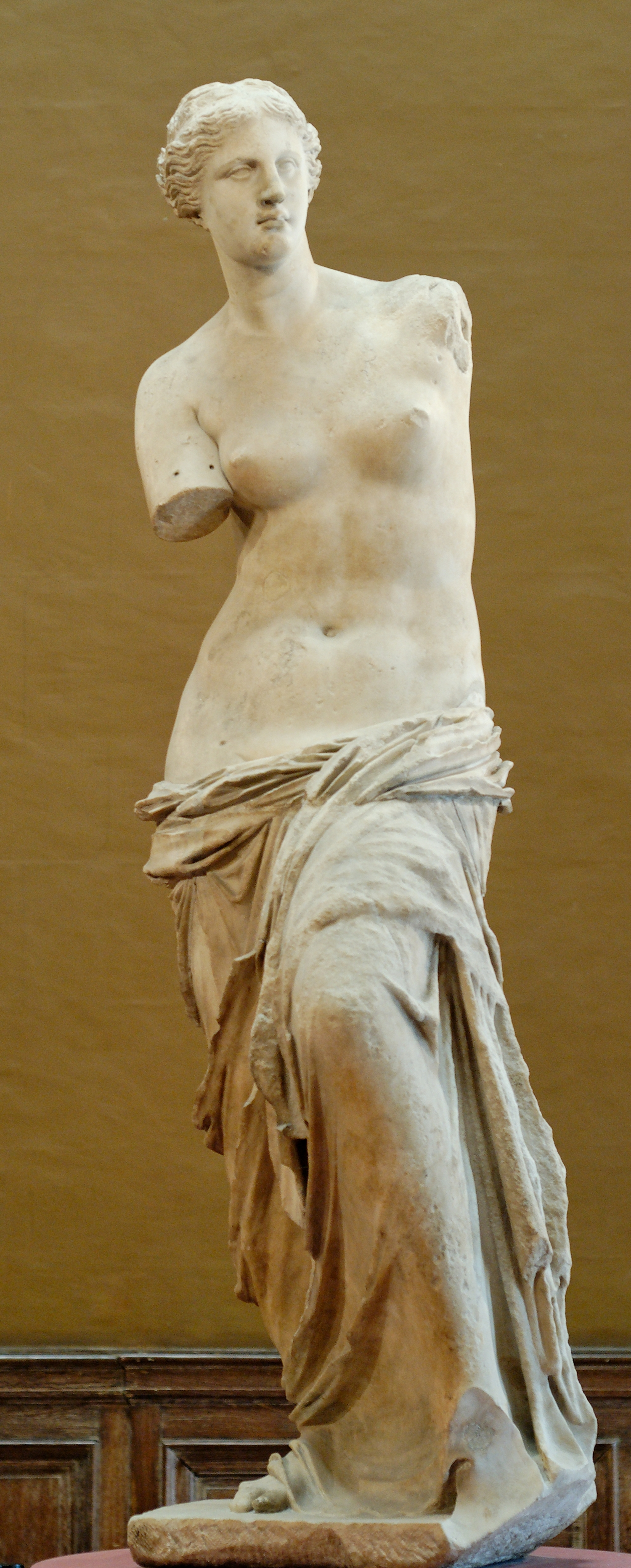
Venere di Milo, museo del Louvre, Parigi.

La nudità nel'arte - pittura, scultura e, più recentemente anche fotografia - ha generalmente riflesso le norme sociali del tempo, di moralità ed estetica. In ogni momento della storia il corpo umano è stato uno dei principali argomenti d'interesse da parte degli artisti, compresa quindi anche la raffigurazione del corpo nudo, sia femminile che maschile; è stato rappresentato nei dipinti e nelle statue fin dall'epoca preistorica.
Rappresentare artisticamente la bellezza data dal corpo nudo era comune nell'antichità, soprattutto nella cultura dell'antica Grecia; la nudità è stata spesso utilizzata in modi simbolici, come metafora estesa per concetti tra i più complessi e sfaccettati. La dea romana Venere, le cui funzioni comprendevano l'amore, la bellezza, la sessualità, ma anche la fertilità e la prosperità, era una delle figure centrali di molte feste religiose dell'antica Roma ed era venerata sotto numerosi epiteti cultuali. I romani ne avevano adattato i miti e le iconografie a partire dalla sua controparte Greca (interpretatio graeca), Afrodite, oltre che nell'arte - compresa la statuaria che la vuole rappresentata nuda - e nella letteratura.
Nella successiva tradizione classica della cultura occidentale, Venere è una delle divinità più ampiamente descritte e raffigurate della mitologia classica greco-romana, in quanto incarnazione dell'amore fisico, della capacità di seduzione e fascinazione suadente derivante dalla sua femminilità; ella domina la sessualità delle stesse figure divine immortali. Nell'ortografia latina il suo nome è indistinguibile dal sostantivo venus (il desiderio e l'attività sessuale umana) da cui deriva.
Venere è stata descritta essere come la creazione forse più originale dell'intero pantheon romano, assimilata in parte alla Dea Madre, ma con forti connotazioni erotiche ed anche esotiche che gli derivano dalle varie figure divine femminili del vicino Oriente, in primis la Greca Afrodite. I suoi culti possono simboleggiare il fascino più genuino e la seduzione del divino nei confronti o da parte dei mortali; questo in contrasto con i formali rapporti contrattuali vigenti tra la maggior parte dei membri del pantheon ufficiale dello stato romano, nonché la manipolazione di forze divine attraverso la magia. 

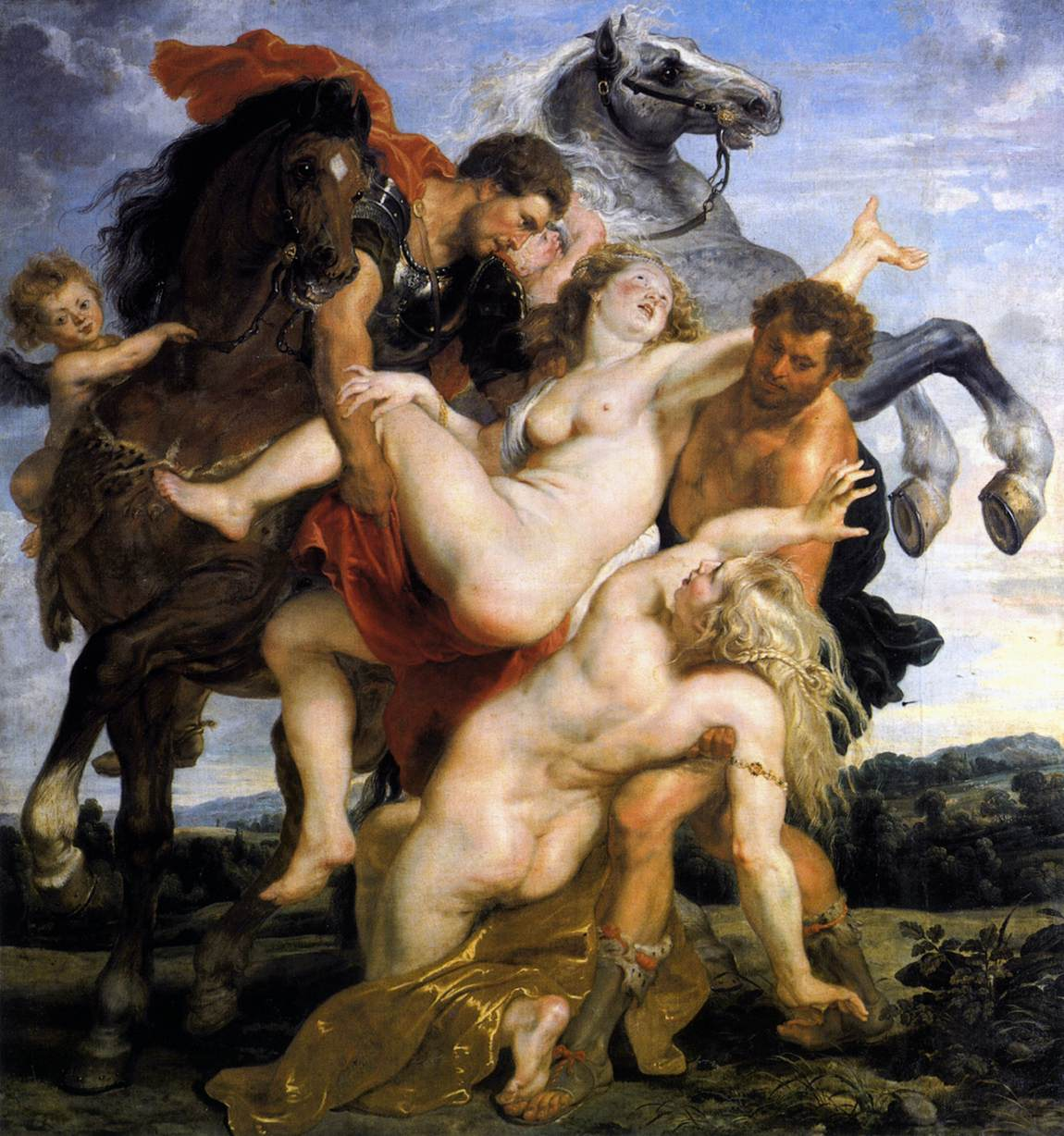
Peter Paul Rubens, il Ratto delle Leucippidi da parte dei Dioscuri.

Molti racconti e storie della mitologia greca e romana in cui vi è la presenza di divinità nude sono stati spesso utilizzati come temi per diversi dipinti, come la scena delle due figlie di Leucippo, Phoebe e Hilaeira, che vengono rapite da Castore e Polluce. A seguito di ciò i nipoti dell'uomo, Idas e Linceo, nonché giovani pretendenti rivali nell'amore verso le due fanciulle, sfidarono i rapitori: Castore il quale a differenza del fratello era mortale, ne rimase ucciso.
Accanto a dei e dee anche la rappresentazione di atleti, concorrenti e vincitori dei Giochi olimpici antichi (ove si partecipava senza vestiti) sono stati raffigurati nudi, per dimostrare la forza e la bellezza atletica del corpo maschile; la statua in bronzo di un giovane atleta e opera della scuola di Prassitele (340-330 a.C.) è solo uno dei tanti esempi.
Nel mondo classico antico la nudità in pubblico era accettata nel contesto dei bagni pubblici e dell'atletica sportiva; gymnasium (il ginnasio) era la palestra in cui ci si allenava nudi-gymnos. Proprio perché i partecipanti e gli atleti in generale gareggiavano nudi l'ingresso a questi eventi era severamente vietato alle donne.

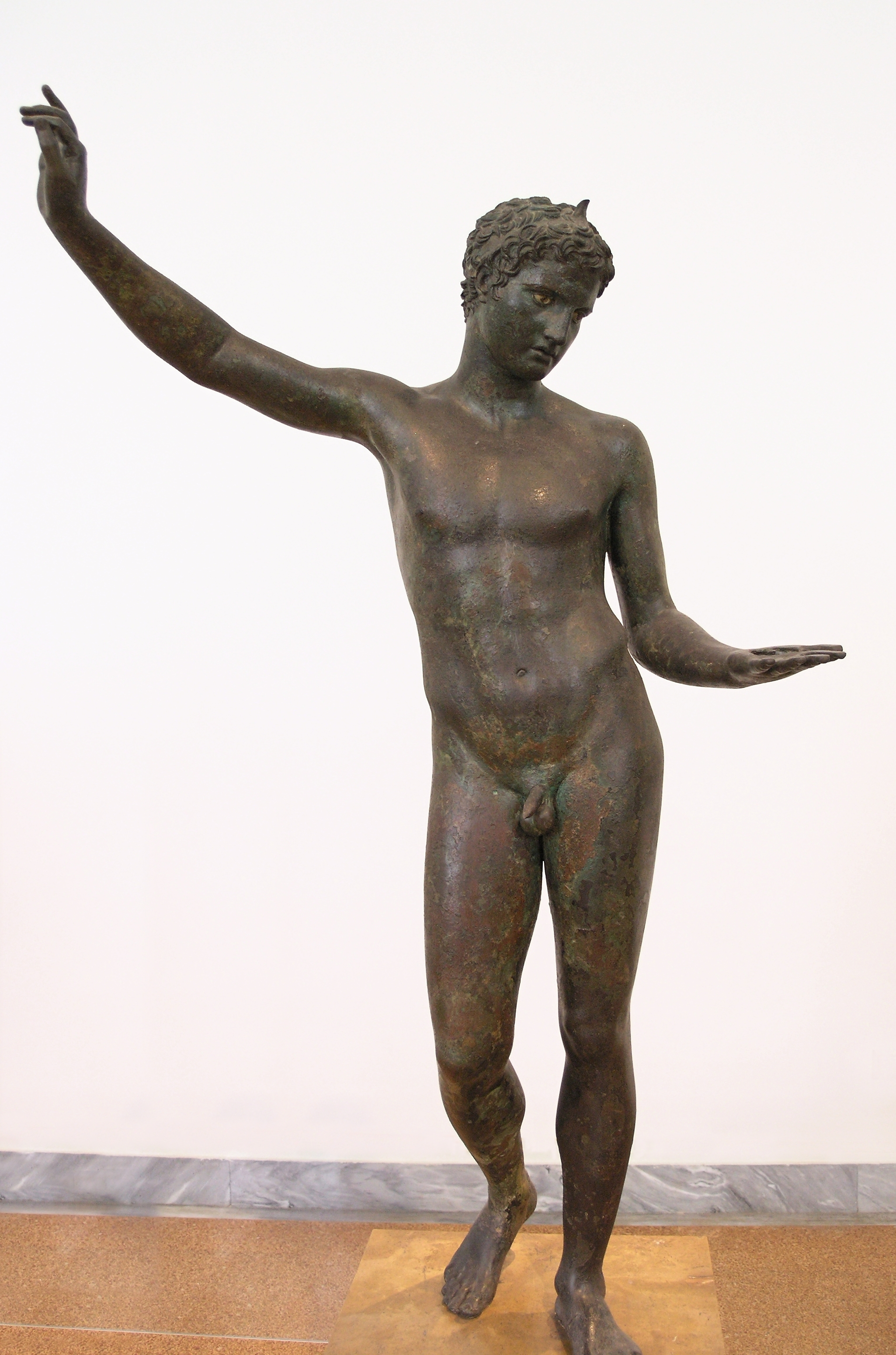
Il giovane di Maratona, Museo Archeologico Nazionale di Atene.

Le gimnopedie nell'antica Sparta erano celebrazioni annuali durante le quali i giovani maschi nudi (efebi) mostravano agli uomini adulti le capacità atletiche e marziali acquisite attraverso una speciale danza di guerra (gimnopedia).
I temi mitologici sono stati spesso utilizzati come soggetti dei pittori e questo non solo durante l'antichità, ma sono invece rimasti un tema archetipico lungo il corso dei secoli; il genere di pittura con soggetti mitologici si sono sviluppati nel tempo e raffiguravano quasi sempre personaggi parzialmente - quando non completamente - nudi. Un esempio femminile è quello rappresentato da Danae, la madre di Perseo, nella scena in cui Zeus scende su di lei sotto forma di pioggia d'oro per fecondarla; un esempio maschile è quello del bell'adolescente Giacinto (mitologia) amato dal dio Apollo e morto tra le sue braccia.
Altri temi usati per rappresentare il corpo umano nudo sono stati quelli presenti nei racconti biblici di Susanna e i vecchioni del Libro di Daniele, del re Davide e del mito della creazione di Adamo ed Eva.

### Studi del corpo umano

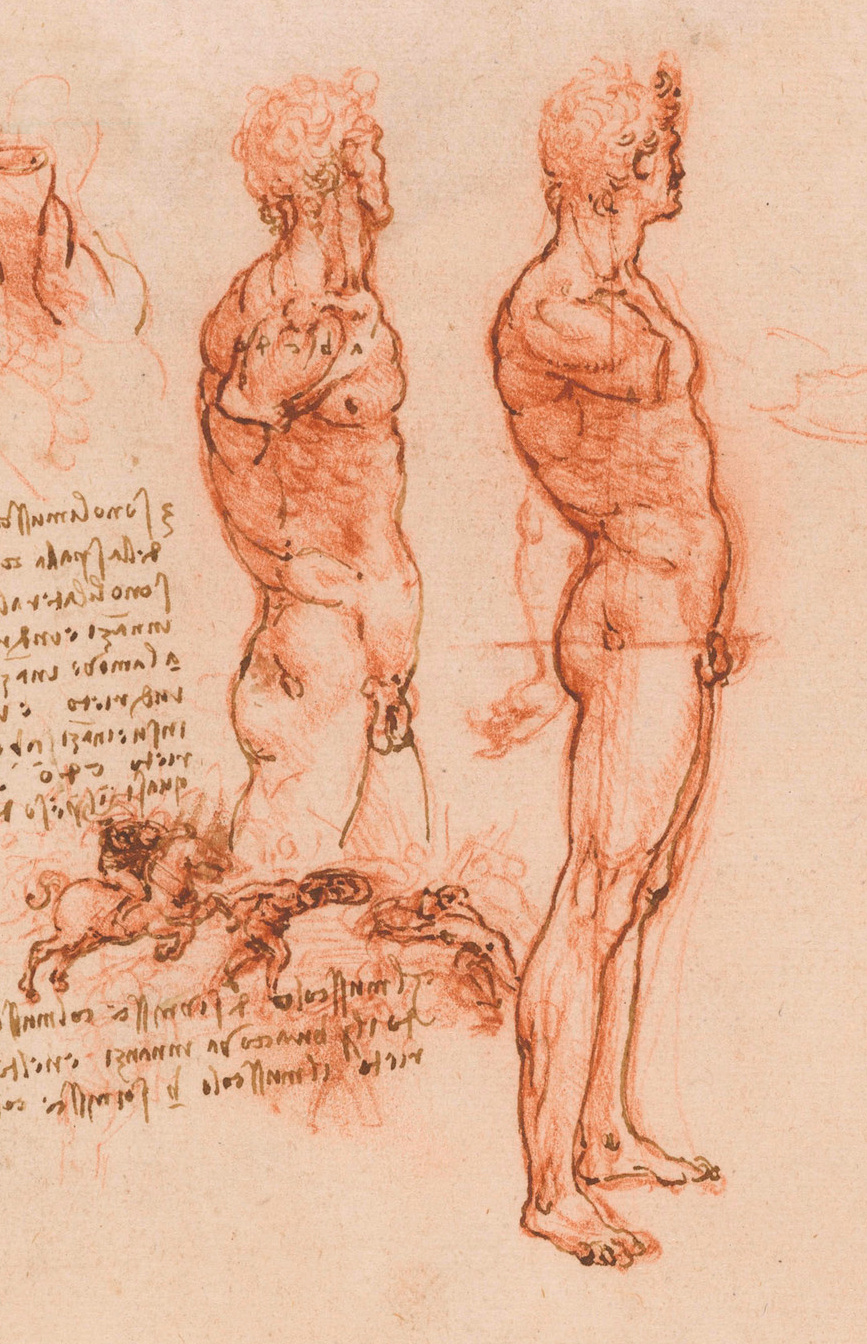
Leonardo da Vinci, anatomia di nudo maschile.

In ambito artistico uno studio è un disegno, uno schizzo o un dipinto fatto in preparazione della futura opera finita, o anche come appunto visivo. Gli studi, compresi gli schizzi anatomici, facevano parte integrante della formazione dell'artista; venivano utilizzati per comprendere i problemi inerenti alla realizzazione del soggetto e per capire la miglior disposizione degli elementi particolari all'interno del futuro lavoro, come ad esempio il corpo umano raffigurato attraverso giochi di luce o di colori, oltre alla forma, prospettiva e composizione più adatte per esso.
Gli studi possono esser fatti risalire all'epoca del Rinascimento italiano, con Leonardo da Vinci e Michelangelo Buonarroti, con i suoi Nudo femminile e Nudo virile I. Studi anatomici del corpo umano sono stati poi anche eseguiti da medici dell'epoca, Andrea Vesalio pubblicò nel 1543 il De humani corporis fabrica (Sul tessuto del corpo umano), lavoro pionieristico di anatomia umana illustrato dall'allievo tedesco di Tiziano Johannes Stephan van Calcar.
Lo studio approfondito di Vesalio sottolineò la priorità della dissezione, quello che successivamente ha finito per esser chiamato il punto di vista anatomico del corpo: il funzionamento interno dell'essere umano viene visto come struttura essenzialmente corporea piena di organi disposti in uno spazio tridimensionale. Il medico padovano è stato anche il primo a descrivere la ventilazione artificiale.
Lo schizzo è generalmente una parte prescritta degli studi degli studenti d'arte; attraverso di esso, preso da un modello dal vivo nudo, imparano a sviluppare la propria capacità di registrare in modo rapido una varietà d'impressioni. Il disegno a mano libera è invece la rapida esecuzione di un disegno che solitamente non è inteso come lavoro finito; esso può servire a diversi scopi, registrare qualcosa che l'artista vede d'improvviso, un appunto per un'idea da sviluppare successivamente, oppure un modo rapido di dimostrare graficamente un'immagine, un'idea o un principio.
Uno schizzo implica di solito un lavoro veloce e liberamente tratto, mentre gli altri termini correlati di studio o disegno preparatorio si riferiscono a disegni più rifiniti da utilizzare per il lavoro finale. I taccuini pieni di disegni di alcuni artisti sono diventati molto noti: quelli di Leonardo, Michelangelo e Edgar Degas sono divenuti veri e propri oggetti d'arte, con pagine e pagine che mostrano studi finiti e bozzetti.

### Ritratti di nudi profani
Ritratti e nudi senza alcuna pretesa di significato allegorico o mitologico è stato un genere comune nell'arte di tutti i secoli. I dipinti di donne nude non erano poi così rari, ma ritraevano quasi esclusivamente le amanti dei re, degli aristocratici o di altre personalità sociali importanti, oppure le mogli degli artisti stessi.
Andrea Doria (1466-1560), condottiero ed ammiraglio genovese, importante comandante navale dell'epoca ed entrato al servizio prima del re Francesco I di Francia e poi dell'imperatore Carlo V d'Asburgo, scelse di farsi raffigurare nudo nelle sembianze del dio Poseidone. Rappresentato come un maschio anziano con capelli ricci e barba, anche se nudo non appare assolutamente fragile, bensì come potente uomo virile che dimostra spirito, forza di volontà e vigore.
I cosiddetti "ritratti allegorici" del Bronzino, come questo dedicato all'ammiraglio italiano, sono forse tra i meno tipici dell'artista, ma ancor più affascinanti di altre su opere grazie proprio alla peculiarità di mettere una personalità riconosciuta pubblicamente all'interno di un contesto mitico come figura nuda.

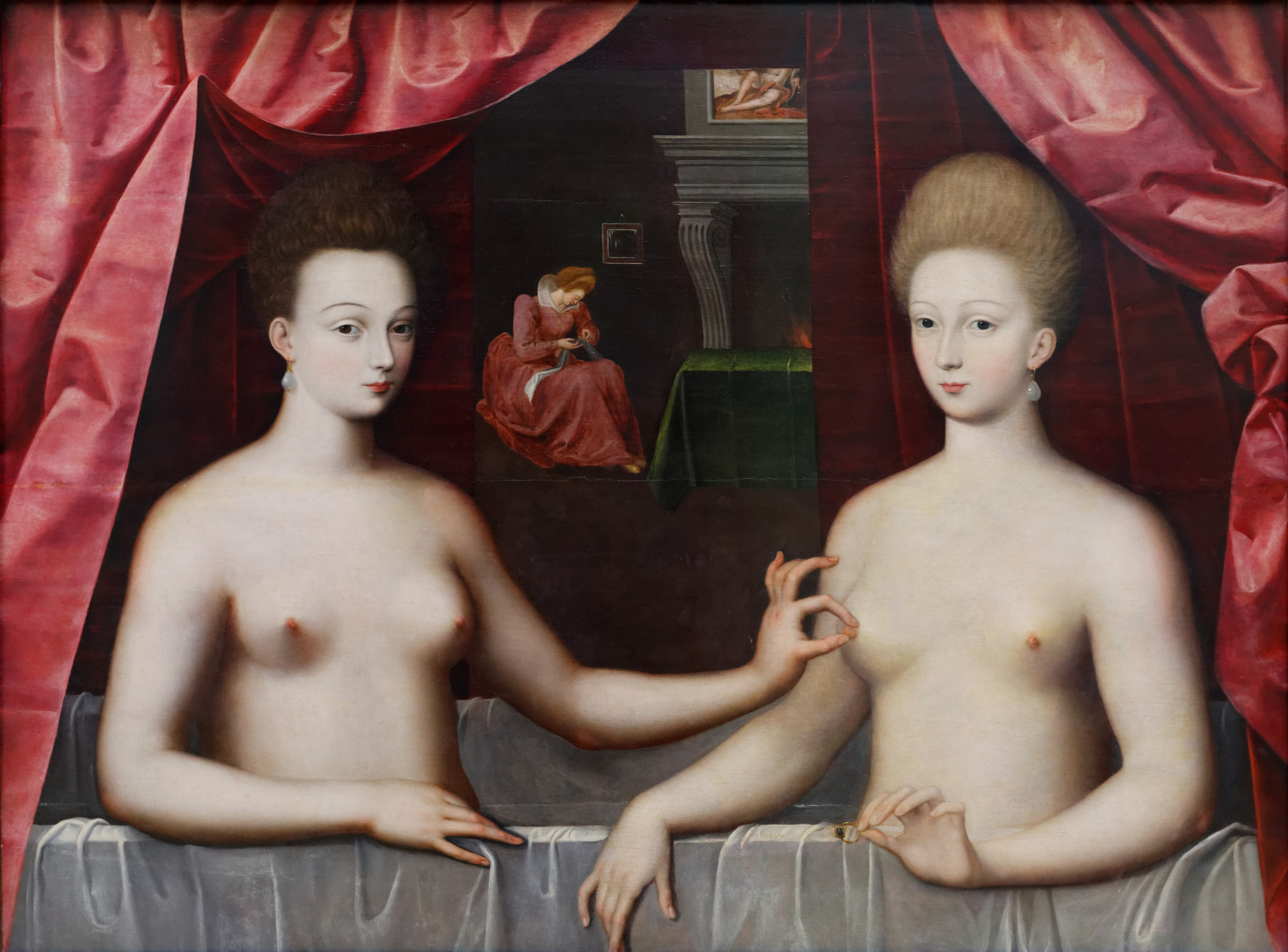
Gabrielle d'Estrées e una delle sue sorelle, fine del XVI secolo

Il dipinto del 1594 di autore ignoto e intitolato "Gabrielle d'Estrées et une de ses soeurs" ritrae l'amante di Enrico IV di Francia, Gabrielle d'Estrées; ella è seduta nuda in bagno mentre la sorella, anch'essa nuda e sedutale accanto, le pizzica con le dita il capezzolo destro. Il re diede alla giovane il proprio anello d'incoronazione come pegno dell'amore che gli portava, anello che si può scorgere nel quadro; il dipinto può anche esser inteso come annuncio simbolico che anticipa la nascita del loro primo figlio, il futuro duca Cesare di Borbone-Vendôme.
Un dipinto del pittore barocco fiammingo Peter Paul Rubens intitolato Hélène Fourment esce dal bagno (1638) mostra la seconda moglie dell'artista, Helena Fourment, parzialmente nuda coperta solo da una pelliccia dopo esser appena uscita dalla vasca da bagno; viene ritratta in una posa simile a quella della Venere pudica/modesta, una delle rappresentazioni più popolari della Dea nell'antichità. La giovane donna si copre con una pelliccia, lasciando però i seni parzialmente visibili, mentre guarda in direzione dello spettatore. Rubens, che ha lasciato il quadro in eredità alla moglie al momento della morte, ha utilizzato frequentemente la giovane sposa come modella per molte sue opere: in abito da sposa (1630), assieme al figlio (1635), con i bambini (1636-7) e altri.

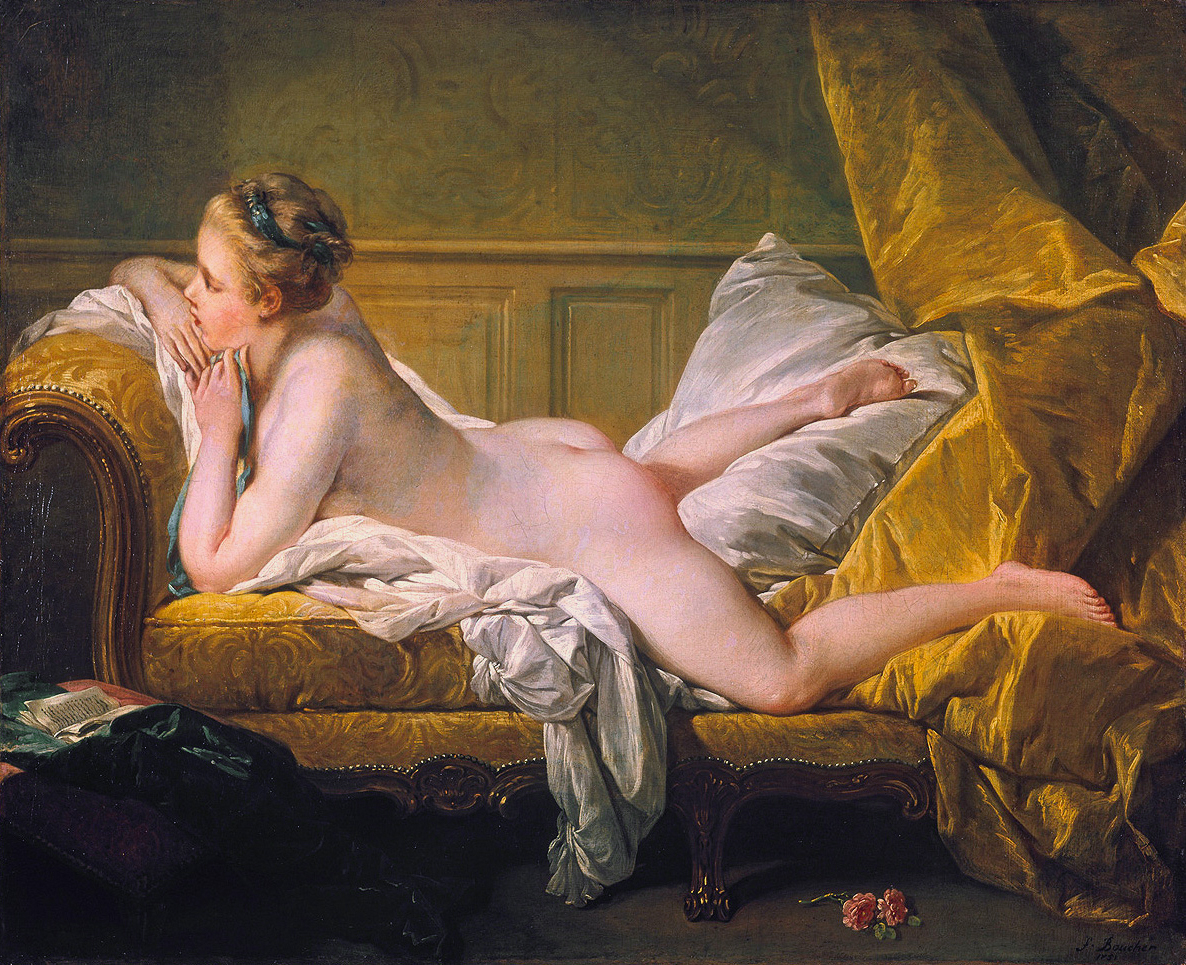
Ritratto nudo di Marie-Louise O'Murphy, amante di Luigi XV di Francia, di François Boucher, 1751.

François Boucher nel 1751 ritrae l'amante di Luigi XV di Francia, Marie-Louise O'Murphy, distesa nuda sul letto in posizione prona e con le gambe distese e divaricate.
La Maja desnuda di Francisco Goya rappresenta un esempio di "scandalo" artistico a cavallo tra il XVIII e XIX secolo; il quadro provocò sdegno nella società spagnola a causa della modella dipinta senza vestiti: questo fu il primo nudo femminile totalmente profano e proposto a grandezza naturale nell'arte occidentale che è stato esposto in una mostra pubblica.
Anche Édouard Manet creò pubblico scandalo quando espose Olympia (Manet) e Colazione sull'erba (Manet) in cui la modella - che si chiamava Victorine Meurent - è presentata nuda. Il termine orientalismo (arte) è stato ampiamente utilizzato in ambito artistico per indicare le opere di molti autori occidentali nel XIX secolo; quegli artisti che erano specializzati in soggetti che richiamavano in certo qual modo il fascino dell'oriente, spesso attingendo anche dai loro viaggi compiuti in Asia occidentale.
La società dei pittori orientalisti (Société des Peintres Orientalistes Français) è stata fondata nel 1893, con Jean-Léon Gérôme come suo presidente onorario; la parola è stata invece molto meno usata come termine artistico tra i pittori inglesi. Per tutto il XIX secolo le odalische nere nude divennero figure fantastiche comuni all'interno di questo movimento, e sono state rappresentate in molti dipinti erotici del periodo. Un dipinto di Jean Auguste Dominique Ingres del 1814 ed intitolato La grande odalisca, è una delle più celebri rappresentazioni esotiche in stile romantico di una concubina orientale.
Amedeo Modigliani ha creato numerosi nudi, tra cui Nudo disteso (1917) e Nudo sul divano (Almaiisa). L'austriaco Egon Schiele ha subito forti censure, fino alla reclusione, a causa dei suoi nudi considerati all'inizio del XX secolo pornografici. Henri Matisse nel 1935 dipinge Nudo (Matisse). 
Salvador Dalí si è fatto un autoritratto in Dalí nudo.

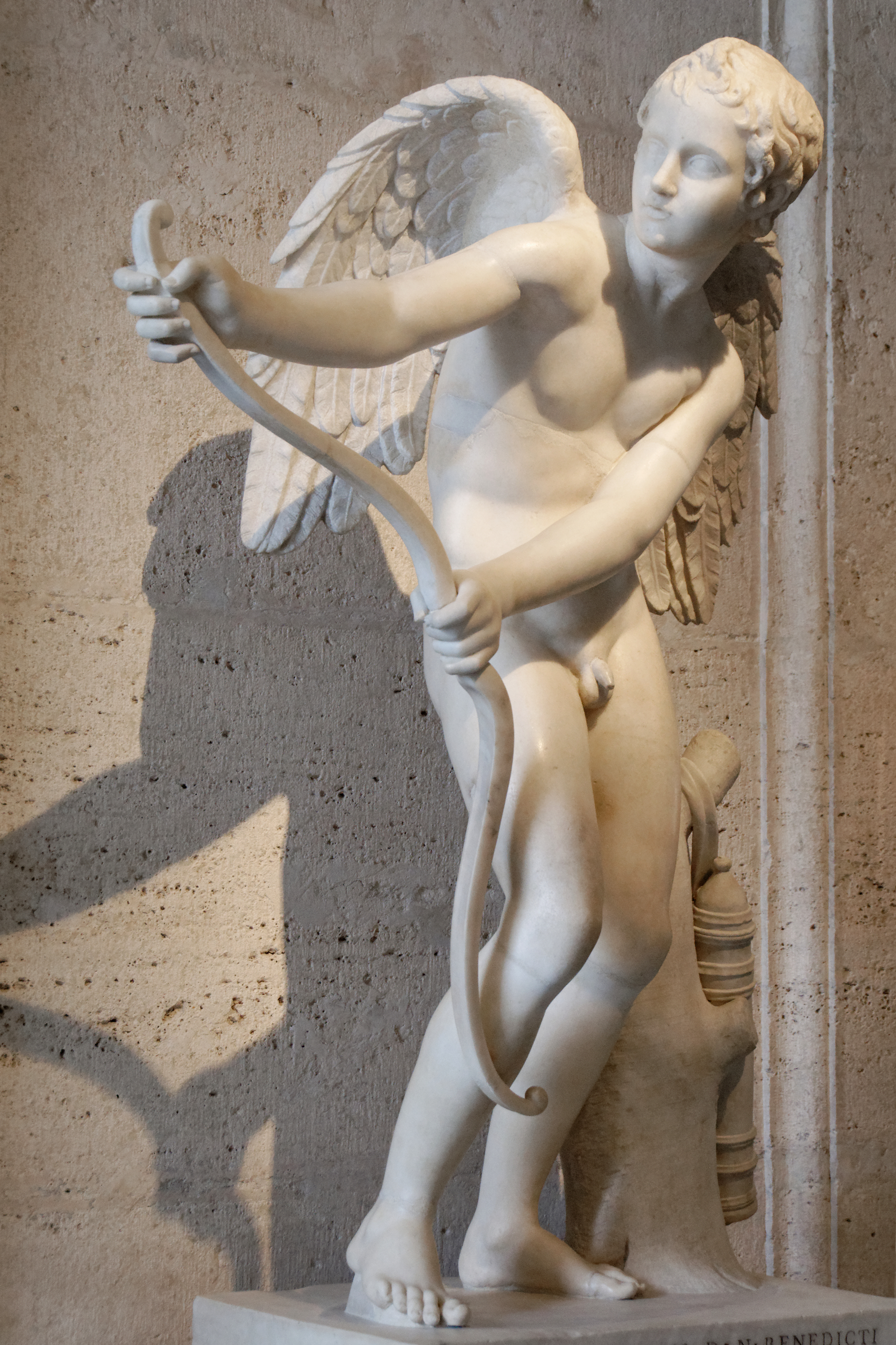
Amore con arco, copia romana dell'originale greco di Lisippo; Musei capitolini.

### Rappresentazione di nudità giovanile e infantile
Eros o Cupido è stato spesso rappresentato come un bambino nudo dotato di ali; è alato in quanto l'amore è volubile e destinato a mutare le menti degli amanti, mentre è un bambino in quanto insensato e dominato da un istinto irrazionale. I suoi simboli sono a freccia e la torcia, questo perché le ferite d'amore infiammano il cuore: questi attributi e la loro interpretazione sono stati stabiliti fin dalla tarda antichità.
Anche se Eros appare, nell'antica arte greca, come un adolescente snello dotato di ali, durante tutto il periodo ellenistico viene sempre più raffigurato come un bambino paffuto. Cupido appare invece spesso in multiple raffigurazioni come "Amores-Amorini" nella successiva terminologia della storia dell'arte, equivalente dei greci eroti. Gli amorini sono un motivo frequente sia dell'arte romana che della successiva arte occidentale di tradizione classica. A partire dal XV secolo l'iconografia di Cupido inizia a diventare sempre più indistinguibile da quella del putto, il bambino maschio nudo e grassottello con le ali.
Cupido ha continuato ad essere una figura popolare per tutto il Medioevo quando, sotto l'influenza del pensiero cristiano, ha spesso assunto la duplice natura di amore celeste e amore terreno. Nel Rinascimento un rinnovato interesse per la filosofia classica (neoplatonismo) ha dotato il bambinetto divino alato di complessi significati allegorici. Ad esempio Raffaello ha fatto numerosi dipinti di putti nudi, a volte erroneamente identificati come cherubini, alcuni altri Caravaggio. Nella cultura popolare contemporanea Cupido, col suo arco spiegato e pronto a scoccar la freccia, viene mostrato qual ispiratore dell'amore romantico, spesso come icona di san Valentino. Lorenzo Lotto ritrasse in particolare Cupido nelle vesti di un puer mingens; questo motivo di ragazzi nudi che urinano divenne popolare durante il Rinascimento e apparve in vari media. 

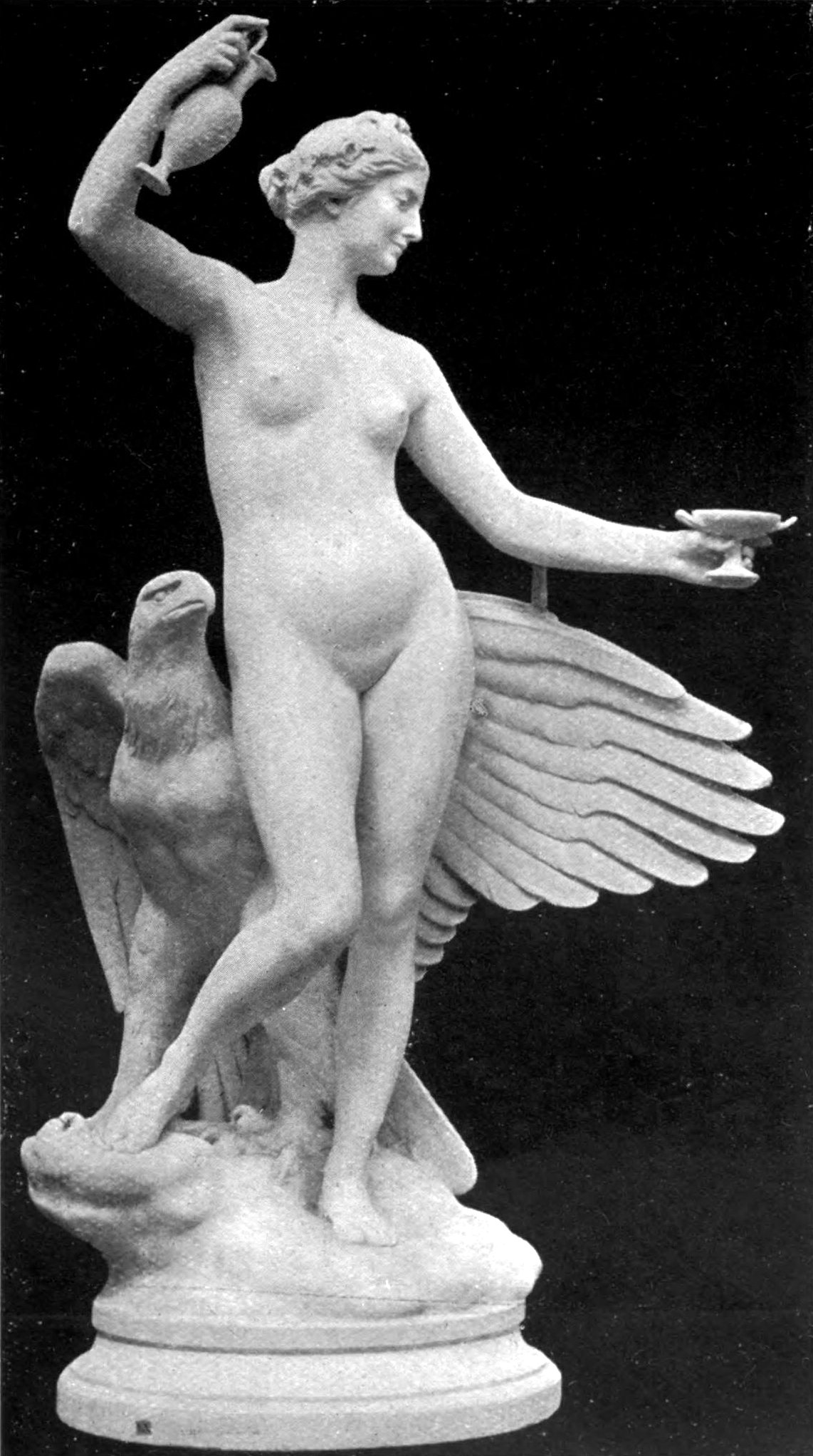
Laurent Marqueste, Ebe con la coppa d'ambrosia e l'aquila di Giove (divinità).

Nella mitologia greca Ebe è la dea della giovinezza e viene raffigurata come una ragazzina poco più che pubescente parzialmente nuda; suo equivalente nella mitologia romana è rappresentato da Iuventas Ella è la figlia di Zeus e di Era faceva il coppiere (assieme a Ganimede) per tutti gli dei e le dee assisi nel Monte Olimpo, servendo loro il nettare e l'ambrosia che contribuiva a mantenerli immortali; venerata inoltre come dea della grazia e del perdono: i prigionieri liberati appendevano le loro catene nel bosco sacro ove sorgeva il suo santuario a Fliunte. Nell'arte Ebe è solitamente raffigurata con indosso un abito privo di maniche; la sua figura è stata popolare nel XIX secolo e all'inizio del XX come per ornare, come piccola statua in pietra, le fontane dei giardini o quelle pubbliche che distribuivano acqua potabile.

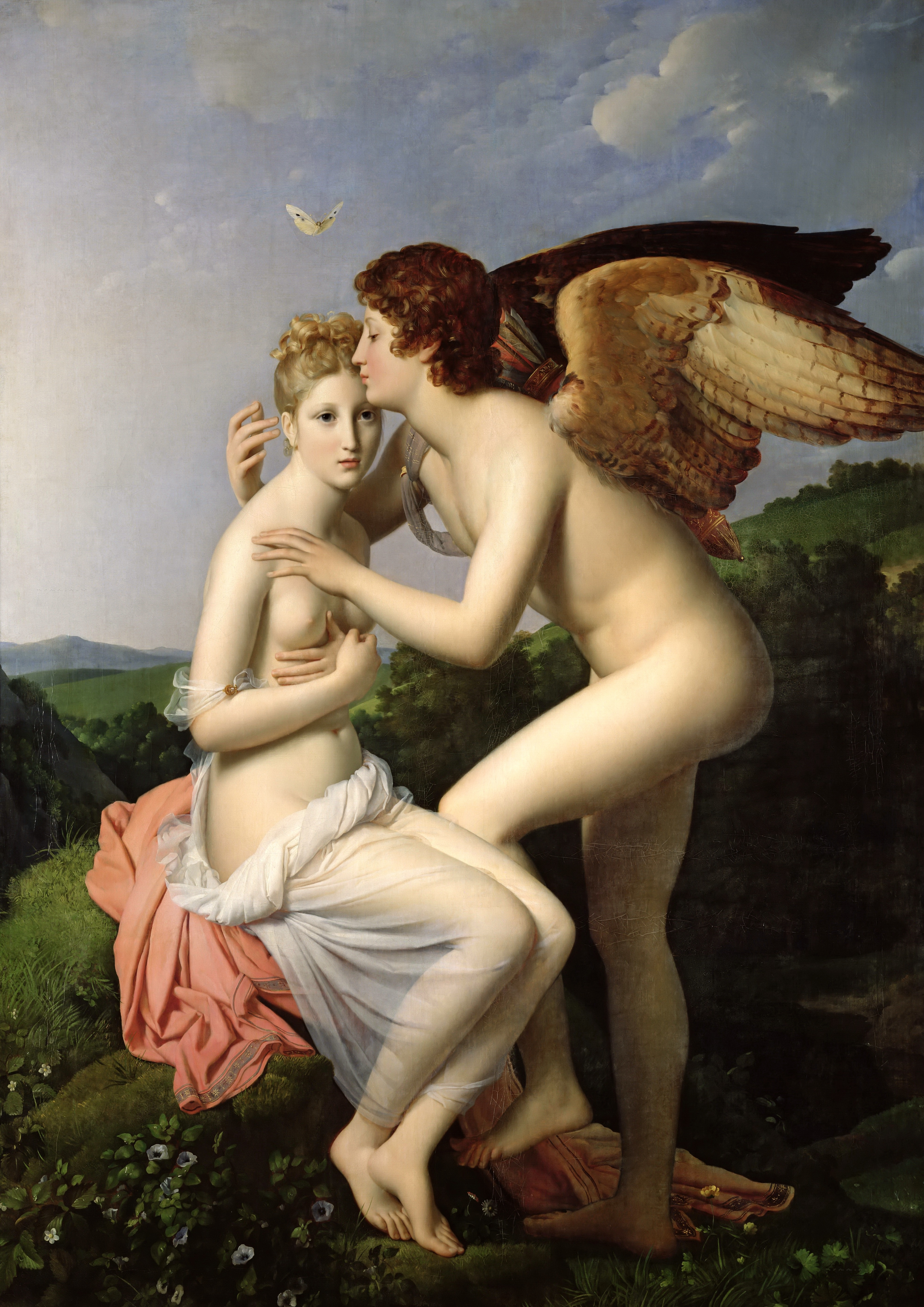
Amore e Psiche di François Gérard (1770–1837) La farfalla posta sopra la testa della fanciulla simboleggia l'anima.

Anche Flora, la dea dei fiori e della primavera, viene sempre raffigurata come una giovane donna; pur essendo una figura relativamente insignificante nella mitologia romana, rappresentando niente più che uno dei tanti aspetti divini della fertilità, la sua associazione con la stagione primaverile le diede una sempre maggior importanza con la rinascita dello spirito antico durante il periodo dell'Umanesimo e del Rinascimento, più di quanto non avesse mai goduto nell'antica Roma. La sua festa, i Floralia, si svolgeva tra il 28 aprile e il 3 maggio e simboleggiava il rinnovamento del ciclo della vita vegetale e, in senso lato, dell'intero mondo naturale. Suo equivalente Greco è la ninfa Clori; le ninfe sono spiriti divini animatrici della Natura e di solito rappresentate come delle belle fanciulle ancora in stato virginale (ma già sensualmente molto provocanti, vedi la storia del termine lolita o "ninfetta") le quali, abbigliate in maniera molto leggera, amavano ballare e cantare all'interno dei boschetti, occultate agli sguardi maschili. Si credeva abitassero le foreste, nei pressi delle sorgenti dei corsi d'acqua, ma anche all'interno degli alberi o nascoste dentro le grotte. Pur avendo il dono di non morire mai né di vecchiaia né di malattia ed avendo la possibilità di dar alla luce bambini completamente immortali se accoppiatesi con un dio, esse stesse non erano però del tutto immortali.
Altre ninfe, sempre in forma di vergini adolescenti, facevano parte del seguito di alcuni dèi, come il dio dell'ebbrezza Dioniso ed Hermes il messaggero divino, o della dea cacciatrice Artemide, ma sono spesso associate anche al bellissimo Apollo e a Pan.
La storia di Amore e Psiche, narrata ne Le metamorfosi di Apuleio, è un'allegoria di amore immortale tra giovani amanti ritratta in molti dipinti lungo il corso dei secoli: l'immortalità viene concessa a Psiche-l'anima come ricompensa per aver accettato d'intraprendere una relazione sessuale con Amore-Eros. Nella tarda antichità Marziano Capella ha trasformato la storia pagana in un'allegoria rappresentante la caduta dell'anima umana; mentre nel testo gnostico intitolato Sull'origine del mondo la prima rosa si crea attraverso il sangue di Psiche, quando ella perde la propria verginità per averla donata a Cupido.

#### Polemiche
Come già detto, alcune sculture avevano già rappresentato nel corso dei secoli figure d bambini nudi; particolarmente famoso è il Manneken Pis, che mostra un putto che urina nella fontana sottostante; fu però a partire dal tardo XIX secolo che molti pittori iniziarono a creare immagini di bambini e adolescenti nudi i quali non contenevano in sé alcun significato religioso o simbolico.

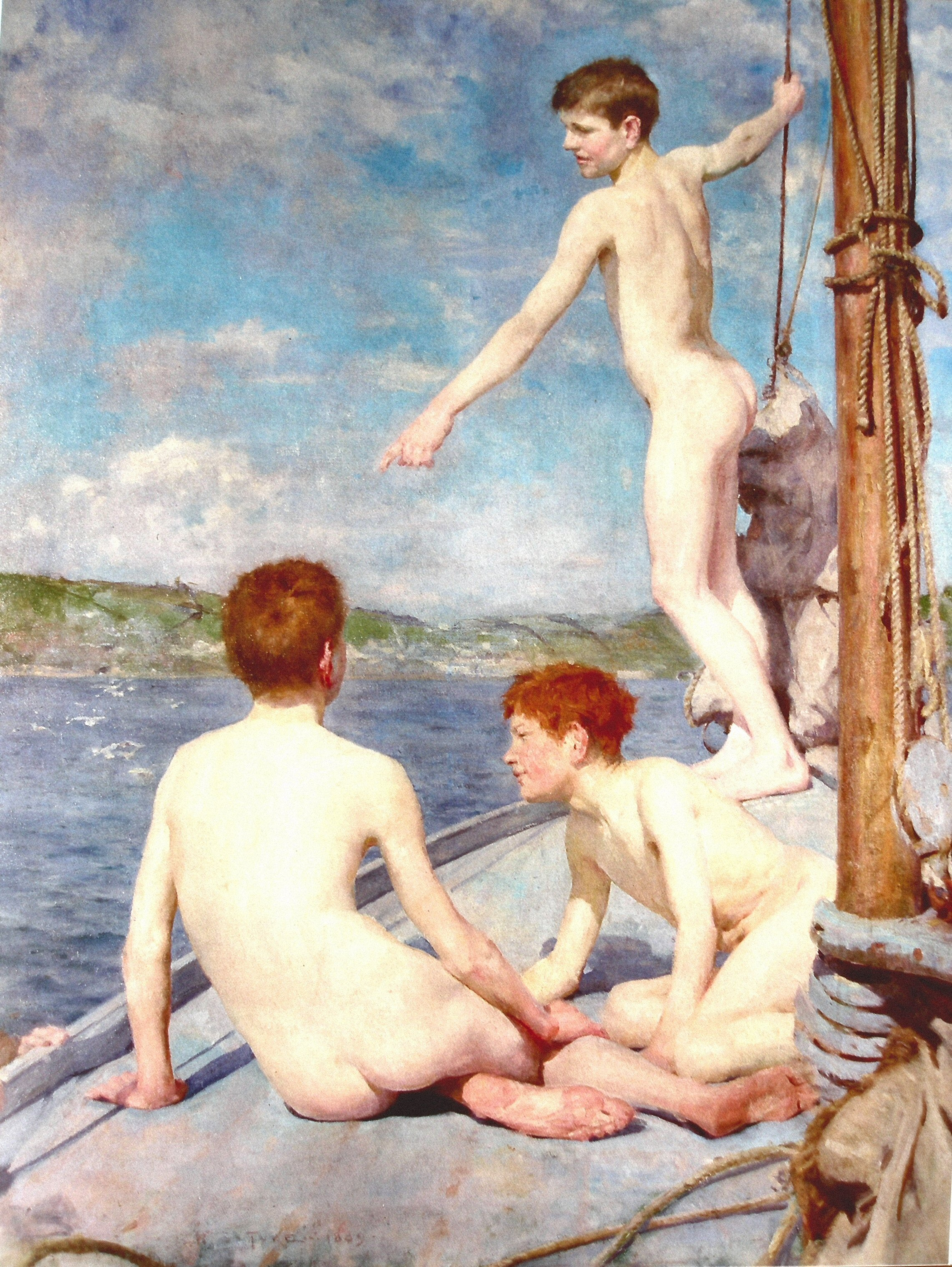
Henry Scott Tuke, The Bathers (1885)

Henry Scott Tuke ha prodotto tutta una varietà di dipinti che ritraggono ragazzini appena adolescenti nudi mentre eseguono semplici attività quotidiane: le sue immagini non erano apertamente erotiche né mostravano i genitali. Il tedesco Otto Lohmüller è invece diventato un autore controverso per i suoi dipinti di giovani maschi nudi, spesso anche con i genitali scoperti.
Sia Balthus che William-Adolphe Bouguereau hanno incluso ragazzine nude nei loro quadri. Fotografi professionisti come Jock Sturges, Sally Mann, David Hamilton, Jacques Bourboulon, Garo Aida e Bill Henson hanno fatto molte serie di foto che rappresentano bambini o adolescenti, maschi e femmine, nudi; per la pubblicazione in libri e riviste ma anche per l'esposizione al pubblico in gallerie d'arte.
Secondo una certa scuola di pensiero, fotografie come queste sono perfettamente accettabili e devono essere (o rimanere) legali in quanto rappresentano la forma nuda del corpo infantile in maniera artistica; qui i bambini non hanno subito alcun abuso o costrizione e i fotografi hanno ottenuto sempre il permesso scritto preventivo da parte dei genitori o dei tutori. Gli oppositori però suggeriscono che tali lavori debbano invece essere (o rimanere) vietati in quanto rappresentano una forma di pornografia infantile, che coinvolge soggetti che possono aver sperimentato anche un grave danno psicologico durante o dopo la creazione artistica che li riguarda.
Sturges e Hamilton sono stati entrambi indagati a seguito della condanna pubblica del loro lavoro da parte di attivisti cristiani. Ma i diversi tentativi di perseguire Sturges o l'azienda distributrice Barnes & Noble sono stai abbandonati o rigettati dai tribunali; a tutt'oggi il lavoro di Sturges di nudi infantili appare in numerosi musei, tra cui il Metropolitan Museum of Art di New York.

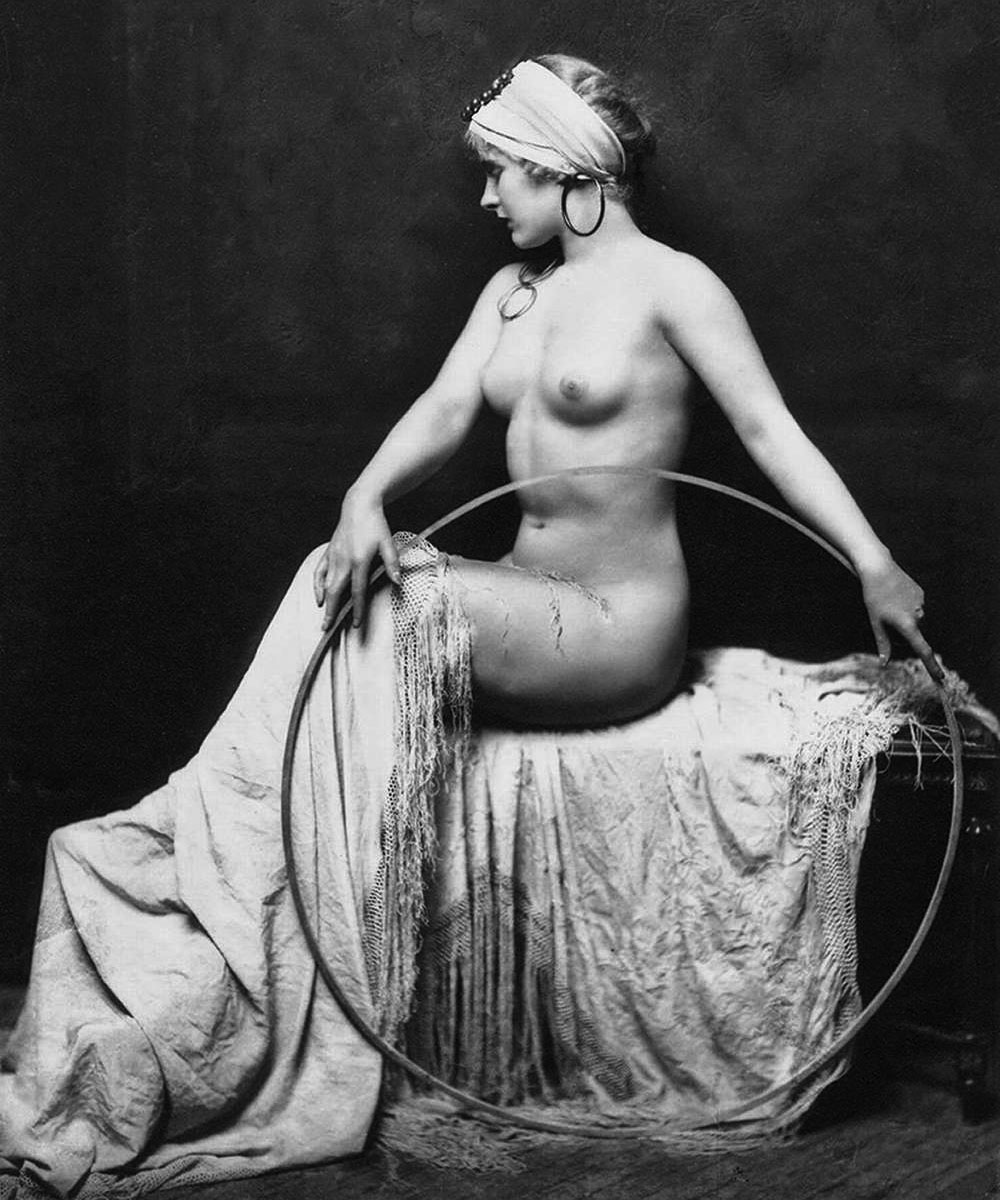
Foto di nudo femminile, forse di una showgirl della Ziegfeld Follies, 1920 ca.

Vi sono stati a tal riguardo anche episodi in cui istantanee dei propri figli nudi scattate dai genitori in spiaggia o altri luoghi di balneazione siano state distrutte o consegnate alle forze dell'ordine con l'accusa d'essere pedopornografiche; tali incidenti possono esser visti come esempi di false accuse di abusi sessuali su minori, ed il perseguimento troppo zelante di questi casi è stato descritto in termini di un autentico panico morale che circonda l'argomento dell'abuso sessuale infantile e della pornografia minorile.

## Nudo fotografico
Fin dai primi albori dell'arte fotografica, il corpo nudo è stato fonte d'ispirazione per coloro che hanno adottato il nuovo mezzo d'espressione. La maggior parte delle immagini di questo genere erano strettamente sorvegliate dalle autorità e in alcuni casi proibite, tanto da farle circolare surrettiziamente come forti violazioni delle norme sociali del tempo; questo dal momento che la foto si per sé, a differenza del quadro ch'è in ogni caso un reinterpretazione, cattura la vera e propria nudità fisica reale. Molte culture, pur accettando la nudità nell'arte l'hanno vietata nella sua rappresentazione reale effettiva.
Alfred Cheney Johnston è stato un fotografo professionista statunitense che ha fotografato spesso gli spettacoli della serie Ziegfeld Follies; ha inoltre raggiunto e mantenuto un ampio successo nella produzione di annunci pubblicitari su riviste per una vasta gamma di prodotti per lo più commerciali di vendita al dettaglio e per la moda di lusso, ma anche fotografando centinaia di personalità del mondo dello spettacolo newyorkese, alcune delle quali mentre posano nude.

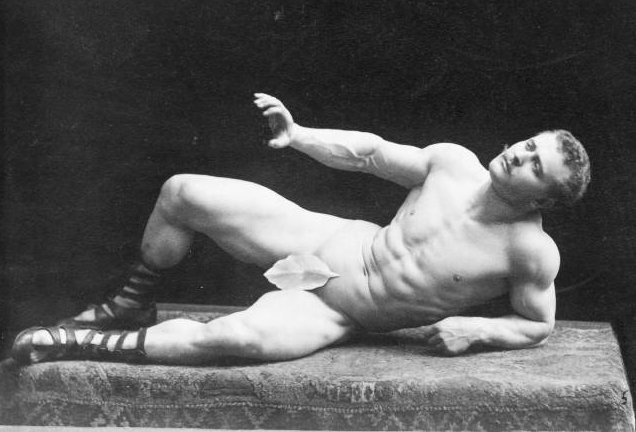
Foto di Eugen Sandow, che prende ispirazione dalla statua del Galata morente

La maggior parte delle sue immagini di nudi femminili (alcuni di persone conosciute, ma per lo più anonime) sono state infatti ritratti di giovani donne impegnate nel teatro a Broadway; molte di queste, audacemente ritoccate o essendo nudi frontali, non sono mai state ufficialmente pubblicate o mostrate, erano pertanto parte del proprio lavoro artistico personale o come immagini private commissionate dal produttore e manager delle ragazze, Florenz Ziegfeld.
La nudità maschile non era invece raffigurata spesso in quegli anni, una delle rare eccezioni è la fotografia del culturista Eugen Sandow la quale ha preso come modello la statua del Galata morente e che voleva illustrare l'ideale Greco classico introdotto col bodybuilding.

## Rappresentazione erotica della nudità

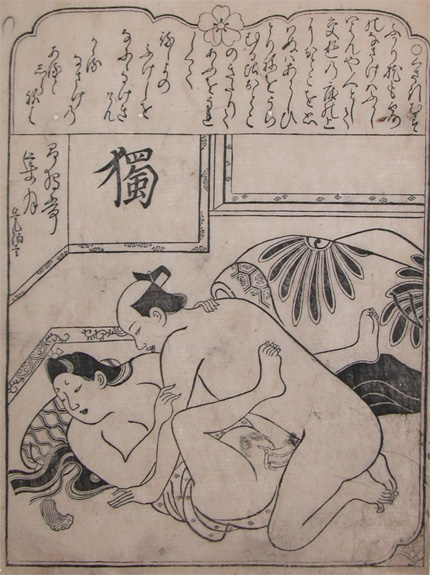
Hishikawa Moronobu (1618-1694). Lo Shunga serviva come guida o manuale sessuale per le giovani coppie appena sposate.

Immagini sessualmente esplicite, escluse quindi quelle che rappresentano uno scopo scientifico o didattico, vengono generalmente classificate come arte erotica o pornografia, anche se a volte una tal definizione rimane comunque alquanto stretta.
Pittori giapponesi come Hokusai e Utamaro in aggiunta ai loro soliti temi hanno anche eseguito raffigurazione erotiche; questi dipinti sono stati chiamati Shunga (immagini della primavera): servivano come "indicazioni sessuale" per le coppie appena sposate del Giappone medioevale. Immagini anche molto elaborate venivano presentate e consegnate nei giorni della celebrazione matrimoniale di figli e figlie delle famiglie benestanti e più in vista; la maggior parte degli shunga sono un tipo di ukiyo-e eseguito come xilografia e spesso in forma di stampa. Era tradizionale rappresentare negli ukiyo-e da consegnare alle giovani spose scene erotiche tratte da Genji monogatari.
Gli shunga erano apprezzati da uomini e donne di tutte le classi sociali. I costumi e le superstizioni riguardanti gli shunga suggeriscono che, nello stesso modo in cui erano considerati dai samurai un portafortuna contro la morte, così erano considerati una protezione contro il fuoco gl'incendi in casa e nei magazzini mercantili dei chōnin. I samurai, che subivano una separazione forzata dalle legittime consorti per lunghi periodi, derivante dal sistema Sankin kōtai, i mercanti che stavano per mesi interi lontano da casa e le donne erano tutte e tre categorie di persone consumatrici di shunga.

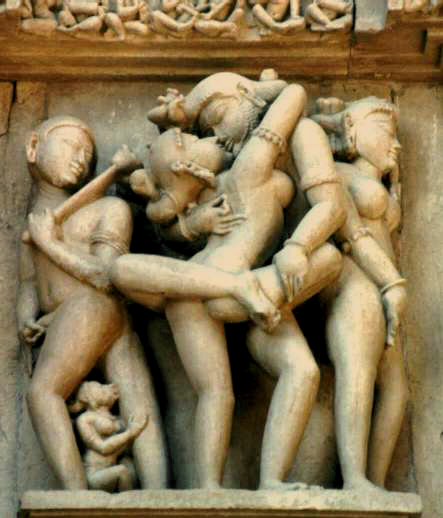
Sculture erotiche nel complesso templare di Khajuraho in India.

Il complesso archeologico templare di Khajuraho in India, situato nel distretto di Chhatarpur (nello stato federato del Madhya Pradesh), contiene una serie di sculture erotico-sessuali scolpite sulle pareti esterne e che sembra vogliano illustrare le posizioni sessuali descritte nell'antico manuale sessuale Kāma Sūtra: queste incisioni sono forse pratiche sessuali inerenti al Tantrismo (vedi in Neotantra).
Un'altra prospettiva viene presentata da James McConnachie nella sua storia del Kamasutra, quando descrive quel 10% di sculture piccanti come uno degli apogei di tutta l'arte erotica: "giovani donne coi corpi generosamente sagomati e ingioiellati sui pannelli delle pareti esterne squisitamente lavorate. Queste carnose apsaras si scatenano su tutta la superficie della pietra mostrando mentre fanno make-up o si lavano i capelli, o mentre giocano e ballano con le vesti sciolte prive di cinture o nodi... Accanto alle ninfe celesti si presentano in ranghi serrati grifoni e divinità custodi, assieme a rappresentazioni di maithuna, coppie umane che fanno l'amore."
Alcuni dei santuari hanno statuette erotiche sia sulla parete esterna che all'interno: un certo numero di esse contengono temi esplicitamente sessuali e quelle apparentemente non raffigurano le divinità, ma piuttosto il rapporto sessuale tra esseri umani. Le rimanenti statue raffigurano la vita quotidiana.

## Cultura di massa

### Definizioni
La rappresentazione di nudi femminili viene in vari casi criticata dalle attiviste femministe in quanto intrinsecamente voyeuristico, questo a causa dello sguardo maschile che la crea e che vi si fissa. Anche se non specificamente anti-nudità, le femministe del gruppo Guerrilla Girls sottolineano la stragrande prevalenza di nudi femminili sulle pareti dei musei a fronte grave carenza e scarsità di artiste donne.
Con la relativa libertà nel campo delle belle arti, il tema della nudità ha spesso comportato il far sottili distinzioni tra i vari tipi di rappresentazione; la sua forma più estrema è la completa nudità frontale, riferendosi al fatto che l'attore o modello è presentato di fronte e con i genitali esposti. Spesso le immagini di persone nude non giungono però fino a questo punto, sono invece volutamente composte e vengono volutamente modificate nei film in modo tale che i genitali in particolare non siano scorti: questo è talvolta chiamato nudità implicita. È nella cultura popolare che una rappresentazione di nudo può portare a dispute e controversie di classificazione.

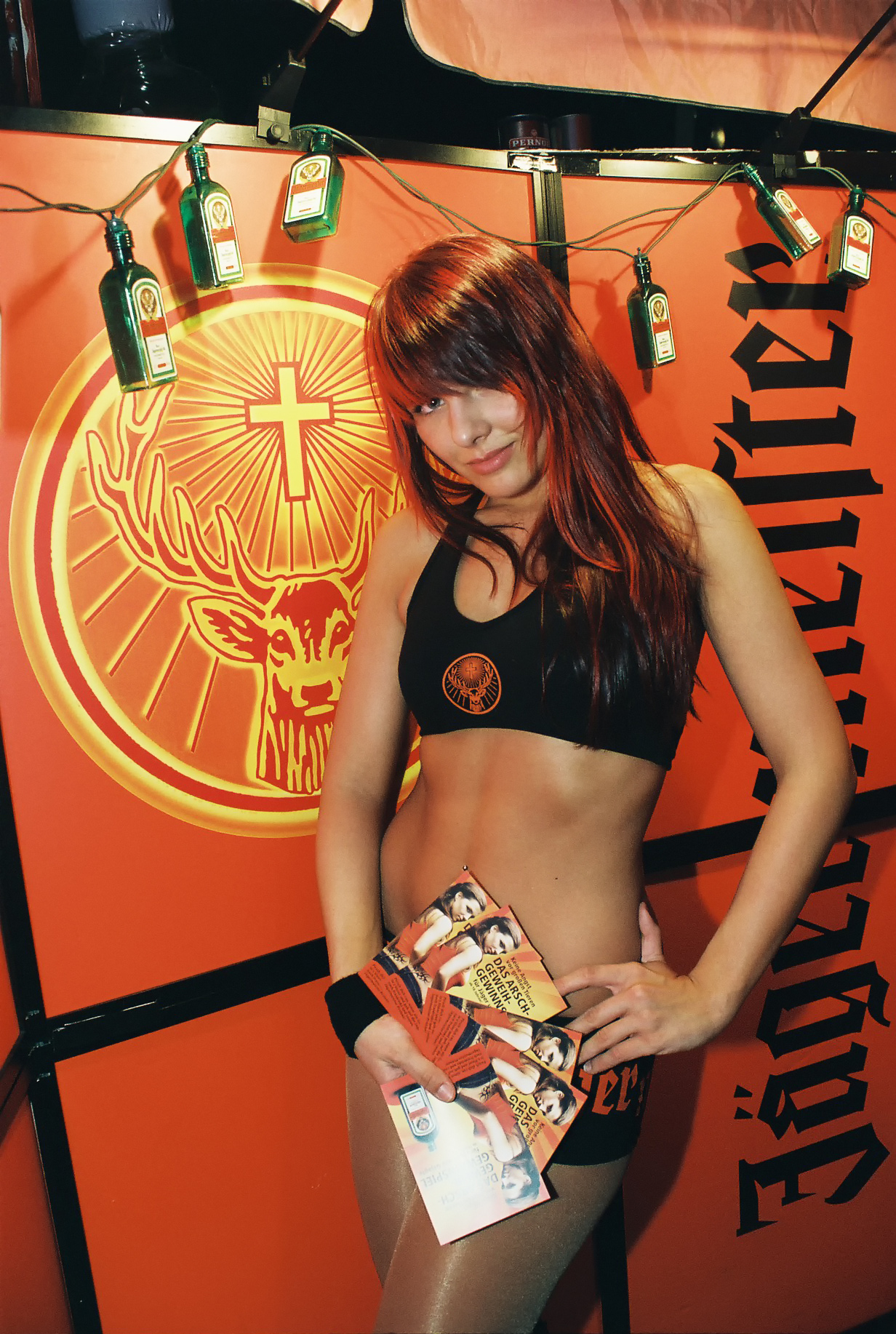
Una modella mentre promuove una bevanda alcolica.

### Nella pubblicità
Nei media moderni le immagini di parziale o totale nudità sono utilizzati in pubblicità per attirare ulteriormente l'attenzione; nel caso di modelli affascinanti quest'attenzione è dovuta al piacere visivo che tali immagini forniscono, in altri casi era dovuto alla relativa rarità di rappresentazioni di nudità. L'uso della nudità in pubblicità tende ad essere controllato con estrema attenzione, per evitar l'impressione che la società il cui prodotto viene pubblicizzato sia indecente o rozza. Vi sono poi anche limiti auto-imposti su ciò che i media pubblicitari, ad esempio le riviste, consentono in questo campo.
Il successo della pubblicità sessualmente provocante conferma il motto "il sesso vende", tuttavia la risposta alla nudità in pubblicità non è sempre stata unanime; ad esempio quella apparsa nella pubblicità di Calvin Klein, Benetton e Abercrombie & Fitch, per citarne solo tre società, ha provocato una reazione ed un impatto negativo invece che positivo negli Stati Uniti. Un esempio di annuncio con maschio in piena nudità frontale è quello eseguito per il profumo M7: molte riviste hanno rifiutato di inserirlo tra le proprie pagine, si è quindi prodotta anche una versione con una fotografia meno esplicita dello stesso modello.
Tuttavia, non sempre la nudità in campo pubblicitario ha uno scopo sensuale o erotico; in alcuni casi, può anche avere uno scopo metaforico o simbolico. Un esempio è una pubblicità, realizzata nel 2012 per la Commissione europea, intitolata Take control of your personal data (“Prenditi cura dei tuoi dati personali”): tre personaggi diversi (due uomini e una donna) stanno immettendo i propri dati personali su Internet, ma nell'inviarli i loro vestiti si staccano dai loro corpi, lasciandoli completamente nudi. Lo scopo della pubblicità è sensibilizzare sul fatto che navigando in Rete si può essere "spogliati" dei propri dati, pertanto la nudità dei personaggi non ha alcun rimando erotico.

#### Copertine di riviste
Nei primi anni novanta Demi Moore ha posato parzialmente nuda per due copertine di Vanity Fair. Esempi successivi di nudità implicita sulle principali copertine di riviste tradizionali comprendono:
- Janet Jackson (Rolling Stone, 1993)
- Jennifer Aniston (Rolling Stone, 1996 e GQ, gennaio 2009)
- Le Dixie Chicks (Entertainment Weekly, maggio 2003)
- Scarlett Johansson e Keira Knightley (Vanity Fair, marzo 2006)
- Serena Williams (ESPN, The Magazine's Body issue, 2009)
- Alexander Skarsgård, Anna Paquin e Stephen Moyer; dal cast di True Blood (Rolling Stone, settembre 2010)
- Kim Kardashian (W (rivista), novembre 2010)
- Lake Bell (New York Magazine, Agosto 2013)[47]
- Miley Cyrus (Rolling Stone, Ottobre 2013)[48]

#### Copertine di album musicali
La nudità è talvolta stata presentata anche in altri media, spesso con innesco di varie polemiche, come sulle copertine degli album musicali di artisti come Jimi Hendrix, John Lennon e Yōko Ono, i Nirvana, Blind Faith, gli Scorpions e Jane's Addiction. Diversi musicisti rock si sono esibiti nudi sul palco: i membri di Jane's Addiction, Rage Against the Machine, Green Day, Black Sabbath, Stone Temple Pilots, The Jesus Lizard, Blind Melon, Red Hot Chili Peppers, i Blink-182, Naked Raygun, i Queen del primissimo periodo, Fucked Up, Of Montreal e The Bravery.
La foto provocante di una ragazza in età prepuberale nuda sulla copertina originale dell'album Virgin Killer degli Scorpions ha portato anche a polemiche. Al contrario, la maggior parte dei critici considerano il bambino maschio nudo mostrato sulla copertina dell'album Nevermind dei Nirvana non avere alcuna connotazione sessuale.

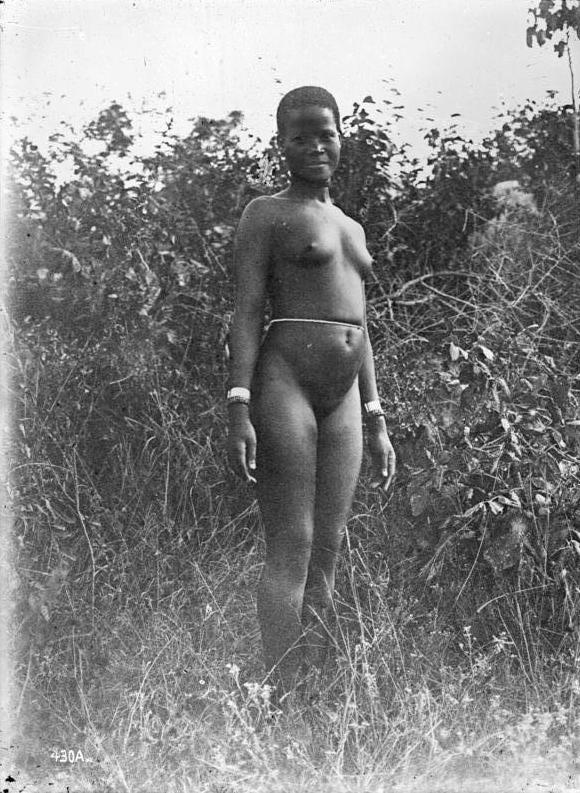
Giovane donna nuda nella regione dei Grandi Laghi (Africa), tra il 1906 e il 1918.

## In ambito informativo
Rappresentazioni di nudità, a volte anche sessualmente esplicita, possono essere ammesse in un contesto di educazione sessuale appropriata per studenti in età adolescenziale.
Quella che viene comunemente denominata nudità etnografica fa parte del campo di studio e ricerca dell'etnografia e dell'antropologia, così come è presente anche nei documentari commerciali del National Geographic.In alcuni casi i media possono mostrare la nudità che si verifica spontaneamente in un ambiente naturale, quindi in programmi informativi.
L'attenzione etnografica ha fornito un quadro eccezionale di rappresentazione fotografica di popoli la cui nudità era, o è ancora, accettabile entro i costumi o all'interno di determinate impostazioni specifiche della loro cultura tradizionale.
.
I detrattori della nudità etnografica spesso la liquidano come mero sguardo coloniale mantenuto nelle vesti di documentazione scientifica. Tuttavia le opere di alcuni pittori e fotografi etnografici, come Irving Penn, Casimir Zagourski, Hugo Bernatzik e Leni Riefenstahl, hanno ricevuto riconoscimenti in tutto il mondo per la loro opera la quale rappresenta anche un salvataggio, in certo qual modo, di quelle che vengono percepite come culture arcaiche "paradisiache" sempre più minacciate dall'assalto della modernità.